# Emil Friedrich Götz
Emil Friedrich Götz (ur. 26 lipca 1806 w Gdańsku, zm. 8 sierpnia 1858 w Kilonii) – lekarz, Honorowy Obywatel Miasta Gdańska.

## Życiorys
Doktor medycyny. Studiował na uniwersytetach w Heidelbergu i Halle. Od 1842 kierował szpitalem miejskim w Gdańsku (objął to stanowisko po Wilhelmie Baumie).
W 1849 Rada Miasta Gdańska za wybitne zasługi w kierowaniu walką z epidemią cholery w latach 1848–1849 nadała mu tytuł Honorowego Obywatela Miasta Gdańska.
W 1853 został powołany na stanowisko profesora w Kilonii.